# Samuel Adrian
Samuel Adrian (Escania, 2 de marzo de 1998) es un futbolista sueco que juega en la demarcación de delantero para el Malmö FF de la Allsvenskan.

## Selección nacional
Tras jugar como futbolista en las categorías inferiores del Malmö FF, finalmente hizo su debut con el primer equipo el 22 de julio de 2017 en un partido de la Allsvenskan contra el Jönköpings Södra IF, encuentro que finalizó con un resultado de 2-0. Su debut en competición internacional la hizo el 17 de septiembre de 2020 contra el Budapest Honvéd FC en un encuentro de clasificación para la Liga Europa de la UEFA 2020-21.

## Clubes
| Club               | País   | Año         | Partidos | Goles |
| ------------------ | ------ | ----------- | -------- | ----- |
| Malmö FF           | Suecia | 2017 - 2018 | 14       | 0     |
| Kalmar FF (cedido) | Suecia | 2019        | 4        | 0     |
| Malmö FF           | Suecia | 2020 -      | 1        | 0     |

## Palmarés

### Títulos nacionales
| Título      | Club     | País   | Año  |
| ----------- | -------- | ------ | ---- |
| Allsvenskan | Malmö FF | Suecia | 2016 |
| Allsvenskan | Malmö FF | Suecia | 2017 |